# Georgi Dančov

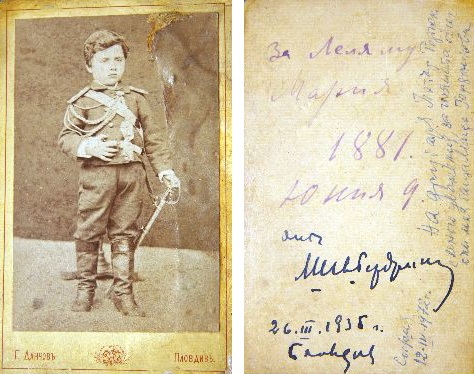
Georgi Dančov: Portrét mladého Michaila Gerdžikova

Georgi Popgeorgiev Dančov - Zografina (27. července 1846 Čirpan – 19. ledna 1908) byl bulharský obrozenecký umělec, revolucionář a fotograf. Blízký spolupracovník revolucionáře Vasila Levského a autor nejpřesnějšího portrétu apoštola. Georgi Dančov je otcem Nikoly a Ivana Dančových, autorů jedné z prvních bulharských encyklopedií a mnoha slovníků.

## Životopis
Georgi Dančov se narodil 27. července 1846 ve městě Čirpan. V roce 1860 začal studovat u Alexije Atanasova, slavného malíře z města Stanimaka (nyní Asenovgrad). Odešel do Konstantinopole a studoval litografickou techniku v ateliéru Isarion (1865) a osvojil si znalosti fotografického umění.

### Národní revolucionář a veřejná osobnost
Dne 24. května 1869 dorazil Vasil Levski do města Čirpan a usadil se ve svém domě. Zde založil Soukromý revoluční výbor Čirpan, kterému předsedá Georgi Dančov. Po zajetí Vasila Levského se podílel na organizaci pro propuštění apoštola, která byla neúspěšná. Za tuto činnost byl Georgi Dančov zatčen a vyhoštěn do Diyarbakiru (1873) s doživotním trestem. Ani v té době jeho umělecké nadšení neustalo a vytvořil litografii Rusalky. V roce 1876 se mu podařilo uprchnout do Ruska.

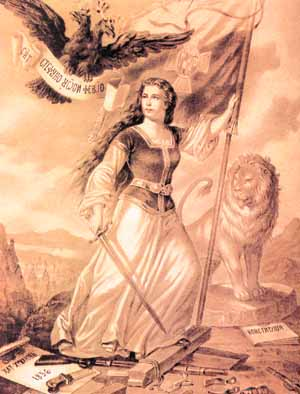
Georgi Dančov: Svobodné Bulharsko, litografie

Během rusko-turecké války (1877–1878) se zúčastnil bojů v dobrovolných bulharských milicích. S čerstvými emocemi z osvobození v roce 1879 vytvořil v Plovdivu své legendární dílo, litografii Svobodné Bulharsko.
Jako člen Svazu bulharského knížectví a východní Rumélie byl 6. září 1885 zvolen členem Prozatímní vlády. V letech 1890–1893 byl místostarostou Plovdivu. Podílel se na organizaci první zemědělské a průmyslové výstavy v Plovdivu (1892). Jako aktivista Lidové liberální strany (stambolovci) byl třikrát zvolen do parlamentu.

### Tvorba
Georgi Dančov maloval ikony pro kostely v Plovdivu, Čirpanu, Staré Zagoře nebo Kazanlaku. V roce 1861 namaloval spolu se svým učitelem Alexejem Atanasovem oltářní apsidu Arapovského kláštera a klenbu kostela v klášteře Světi Spas nedaleko města Sopot. Jeho první litografická díla jsou portrét Midchat Paša a kompozice Princezna deště v jeskyni. V roce 1867 na objednávku Najdena Gerova vytvořil 19 tematických obrazů bulharských krojů a lidových scén, prezentovaných na výstavě na Moskevské univerzitě. V témže roce namaloval svůj slavný autoportrét, dílo, které překvapuje profesionálním zpracováním a vyzrálostí. Kromě portrétu Vasila Levského maloval portréty dalších bulharských revolucionářů a osobností veřejného života, jako byli například: Christo Botev, Georgi Rakovski, Zachari Stojanov, Stefan Stambolov. Georgi Dančov je jedním z tvůrců bulharské světské malby a prvními fotografy v Bulharsku.
Jsou po něm pojmenovány ulice v Sofii a Plovdivu, výstavní síň v Čirpanu. Jeho rodný dům se změnil na domovní muzeum "Georgie Dančova-Zografina".

## Galerie

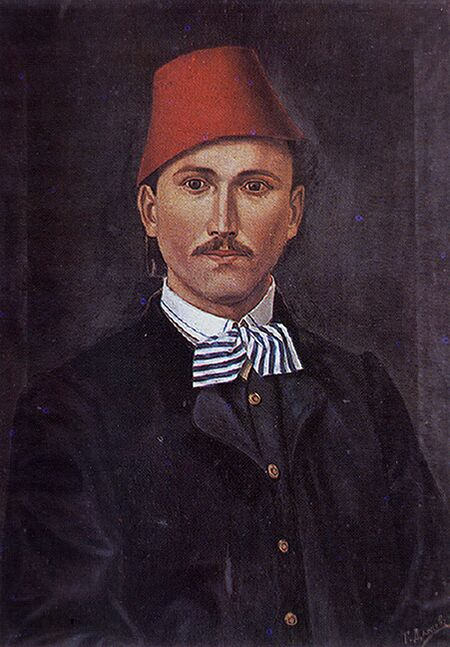
Georgi Dančov Zografina
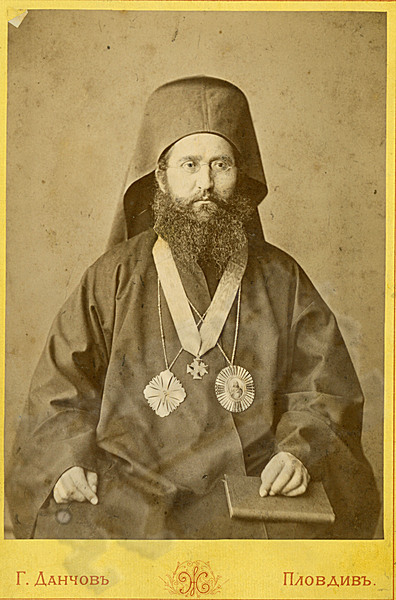
Gervasius of Levka, 1882
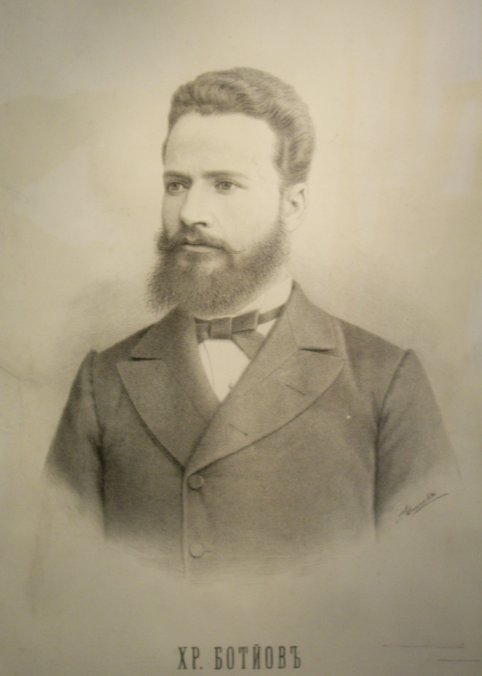
Christo Botev
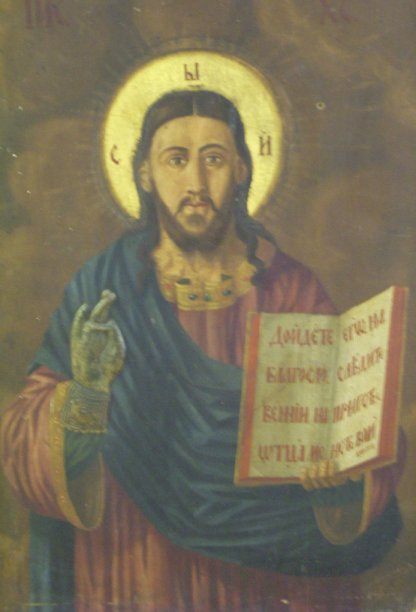
Isus Hristos
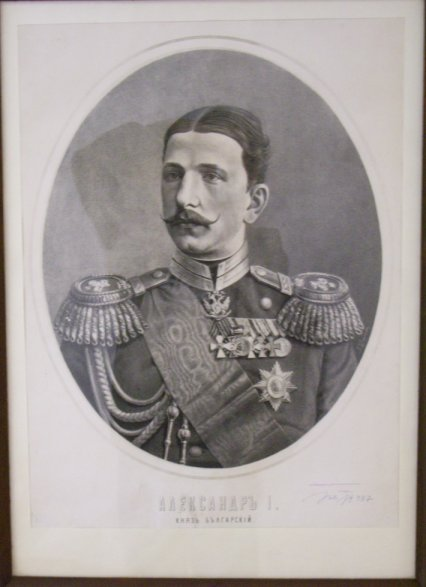
Princ Alexandr I.
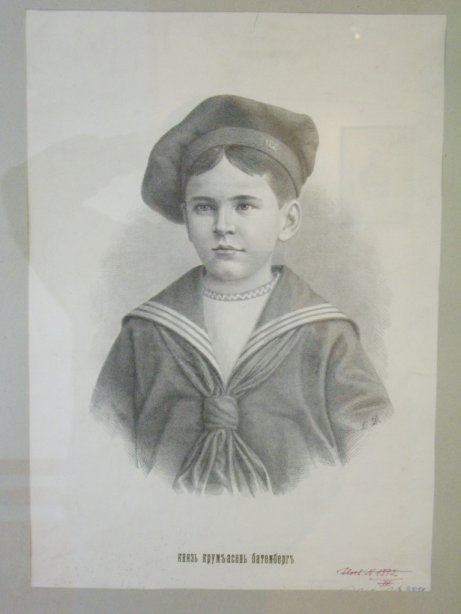
Krum Asen Batenberg
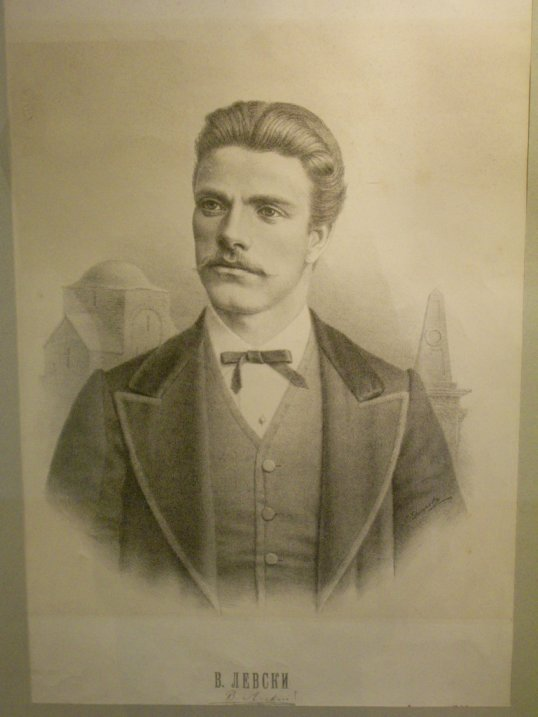
Vasil Levski
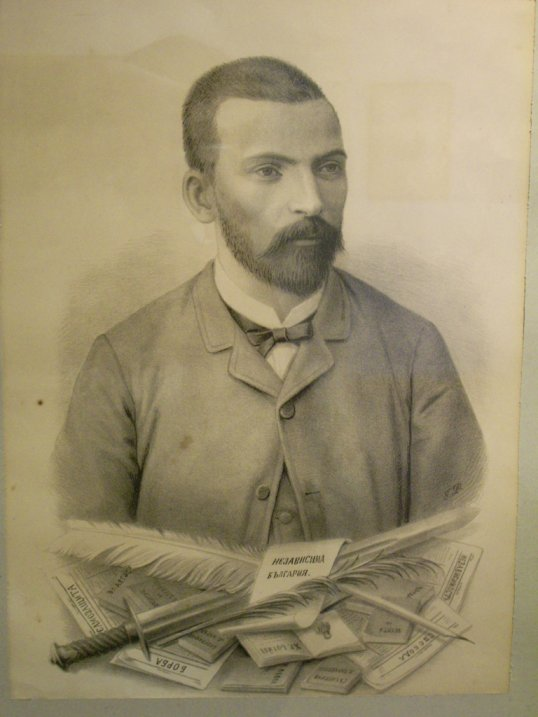
Zahari Stoianov
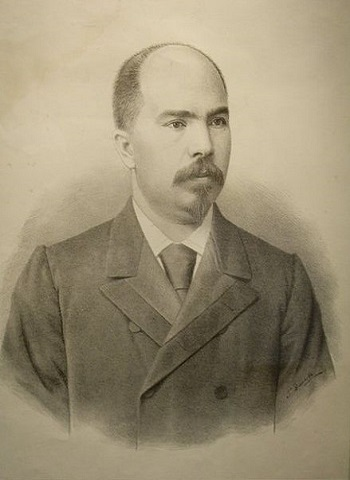
Stefan Stambolov